# Marie Barch
Marie Barch, född Knudsen 1744, död 1827, var en dansk ballerina. Hon tillhör de första namngivna balettdansarna i Danmark.  
Barch debuterade på Kungliga teatern 1758-59 som en av de första bland namngivna danska ballerinor och var verksam fram till 1798-99.   